# Bones and All
Bones & All (bra: Até os Ossos; prt: Ossos e Tudo) é um filme ítalo-estadunidense de terror romântico lançado em 2022, dirigido por Luca Guadagnino e escrito por David Kajganich, baseado no romance homônimo de Camille DeAngelis. Estrelado por Taylor Russell e Timothée Chalamet, e com Michael Stuhlbarg, André Holland, Chloë Sevigny, David Gordon Green, Jessica Harper, Jake Horowitz e Mark Rylance em papeis coadjuvantes, estreou na 79º edição do Festival Internacional de Veneza no dia 2 de setembro, sendo vencedor do prêmio Leão de Prata por melhor direção além do Prêmio Marcello Mastroianni para Taylor Russell.
Sua estreia nos cinemas dos Estados Unidos ocorreu em 18 de setembro pela United Artists Releasing, em outros locais fora distribuído pela Warner Bros. Pictures, com exceção da Itália, onde fora pela Vision Distribution.

## Elenco
- Taylor Russell como Maren Yearly
- Timothée Chalamet como Lee
- Mark Rylance
- Michael Stuhlbarg
- André Holland
- Jessica Harper
- Chloë Sevigny
- Francesca Scorsese
- David Gordon Green
- Anna Cobb
- Jake Horowitz

## Produção
Em 28 de janeiro de 2021, foi anunciado que Timothée Chalamet e Taylor Russell estrelariam o filme Bones & All, dirigido por Luca Guadagnino. As filmagens começaram em maio de 2021, quando Mark Rylance, Michael Stuhlbarg, André Holland, Jessica Harper, Chloë Sevigny, Francesca Scorsese e David Gordon Green se juntaram ao elenco. As filmagens ocorreram em Cincinnati, Ohio, o que o torna o primeiro set de filmagem de Guadagnino e feito nos Estados Unidos. A produção foi afetada por arrombamentos ocorridos para alguns dos carros da tripulação, levando a um pedido sendo enviado à Conselho Municipal de Cincinnati no final de junho para fornecer US$ 50.000 para aumentar a segurança. Embora tenha havido algumas críticas sobre o uso proposto de fundos dos contribuintes para uma empresa privada, a Câmara Municipal acabou a aprovar uma medida para conceder os fundos. As filmagens foram encerradas em julho de 2021.
Guadagnino disse que Bones & All é "uma história muito romântica, sobre a impossibilidade de amor e, no entanto, a necessidade dele. Mesmo em circunstâncias extremas." Ele também disse que Chalamet e Russell têm "um poder reluzente" e são capazes de "retratar sentimentos universais".

## Música
A trilha sonora do filme foi composta por Trent Reznor e Atticus Ross.

## Lançamento
Em março de 2022, a Metro-Goldwyn-Mayer adquiriu os direitos de distribuição mundial do filme e o lançará pela United Artists Releasing. É o primeiro filme a ser adquirido pela MGM após seu acordo de fusão com a Amazon em 17 de março de 2022. A Vision Distribution distribuirá na Itália.